# Парквеј-Саут Сакременто (Калифорнија)
Парквеј-Саут Сакременто (енгл. Parkway-South Sacramento) град је у америчкој савезној држави Калифорнија.

## Демографија
По попису из 2000. године број становника је 36.468.
| Група             | 2000.          | 2010.    |
| Белци             | 9.738 (26,7%)  | 0 (0,0%) |
| Афроамериканци    | 6.067 (16,6%)  | 0 (0,0%) |
| Азијати           | 6.339 (17,4%)  | 0 (0,0%) |
| Хиспаноамериканци | 12.402 (34,0%) | 0 (0,0%) |
| Укупно            | 36.468         | 0        |